# Apatemyia flavipes
Apatemyia flavipes är en tvåvingeart som först beskrevs av Macquart 1851.  Apatemyia flavipes ingår i släktet Apatemyia och familjen parasitflugor.
Artens utbredningsområde är Tasmanien. Inga underarter finns listade i Catalogue of Life.